# Srečko Kosovel
Srečko Kosovel [sréčko kosovél], slovenski pesnik, * 18. marec 1904, Sežana, † 27. maj 1926, Tomaj.

## Življenje
Srečko Kosovel se je rodil v Sežani očetu učitelju in zborovodji Antonu Kosovelu ter materi Katarini (rojena Stres). Kmalu po njegovem rojstvu se je družina preselila v Pliskovico na Dolenjem Krasu, vendar tam niso ostali dolgo. Leta 1908 so se naselili v Tomaju, kjer so živeli v šoli. 
V Tomaju je obiskoval osnovno šolo. Kosovel je prvič objavil svoj spis kot 11-leten otrok v otroškem listu Zvonček, v katerem opisuje Trst. V to mesto je kot otrok veliko hodil in je imelo v njegovem srcu poseben prostor. Pri Kosovelih je bilo zanimanje za umetnost splošno. Hodili so v Trst v gledališče in na koncerte ali k prijateljem in znancem, ki so bili podobnega duha, in ti so bili večkrat gostje pri njih v Tomaju. Po opravljeni osnovni šoli se je leta 1916 vpisal na realko v Ljubljani, na kateri je bil učni jezik nemški. Začel je sodelovati v srednješolskem literarnem krožku in v dijaških glasilih, izdajati je začel tudi tiskan dijaški list Lepa Vida in zbral v njem vrsto mladih, vendar ga je moral zaradi neplačanih dolgov ustaviti. Leta 1920 je tam srečal Ludvika Mrzela. Istega leta se je odzval na požig Narodnega doma v Trstu. Ko je leta 1922 maturiral, se je odločil za študij slavistike, romanistike in pedagogike na Filozofski fakulteti Univerze v Ljubljani. Sodeloval je pri avantgardistični reviji Trije labodi, ki je začela izhajati leta 1921 v Novem mestu. Organiziral je literarno-dramatični krožek, predavanja in literarne večere v Ljubljani in pred delavci v Zagorju. Leta 1925 je s svojimi vrstniki prevzel urejevanje revije Mladina. Pripravljal je tudi zbirko Zlati čoln, ki pa ni izšla.
Sprva je pesnil pod vplivom moderne, posebej impresionizma J. Murna. Prevladujoči motivi so kraška pokrajina, mati in smrt, pogosto s simbolnim pomenom (pesmi Balada, Bori, Vas za bori, Slutnja). Tako najobsežnejši del njegovega pesništva govori o Krasu, zaradi česar ga imenujemo »lirik Krasa«, kjer srečujemo impresije, ki pogosto preraščajo v prispodobo narodne ogroženosti, motive, v katerih je upodobljena ljubezen do matere in dekleta, pa izpovedi, v katerih se oglaša slutnja smrti. Nato je Kosovel prešel v ekspresionizem in razvil vizionarno, družbeno in religiozno tematiko z osrednjo idejo o osebni in kolektivni apokalipsi, ki v sebi nosi očiščenje krivde in stvarjenje novega etosa.
Tako precej pesmi govori o družbenih krivicah, o mračni usodi Evrope (Ekstaza smrti) in o neizogibnosti revolucionarne preobrazbe sveta (Rdeči atom). Velik delež v Kosovelovem opusu predstavljajo tudi njegove t. i. konstruktivistične pesmi (konsi), ki so izšle v pesniški zbirki Integrali, in so najmodernejši tip slovenske poezije.
Po zagorskem literarnem večeru februarja 1926 v Zagorju se je Kosovel z nekaj kolegi želel z vlakom vrniti v Ljubljano, a so zapadli v tako razgreto debato, da je vlak odpeljal kar brez njih. Tisto noč je prebil v ledeno mrzli čakalnici in se močno prehladil. Kmalu si je nekoliko opomogel in odpotoval v domači Tomaj, a se mu je prikrita influenca razvila v gripo, nato je dobil vnetje možganske ovojnice in po hudih mukah je 27. maja 1926 umrl za meningitisom. Star je bil komaj 22 let.
Nekaj mesecev pred smrtjo je zaradi vse večje politične angažiranosti menda obveljala tiha prepoved njegovega javnega delovanja.
Na njegovo umetniško ustvarjanje so med drugim močno vplivala filozofska dela Friedricha Wilhelma Nietzscheja, Karla Marxa ter etika Klementa Juga.

## Delo
Kosovelovo ustvarjalno obdobje je bilo sicer zelo kratko, a izjemno intenzivno. Tako se njegovo ustvarjanje razteza na področja impresionizma, ekspresionizma, futurizma, zenitizma ter konstruktivizma. Čeprav se je Kosovel naposled opredelil kot konstruktivist, se vendarle ni nikdar odrekel pisanju impresionistične oziroma tradicionalne lirike. Tako je tudi ob koncu svojega življenja še vedno ustvarjal tako tradicionalno kot avantgardno poezijo, čeprav je slednji pripisoval veliko večji pomen.

### Kosovel in futurizem
Začetek pesniške kariere pri Kosovelu je zaznamovan s strani slovenskega avantgardista Antona Podbevška, ki je deloval v času, ko je bilo Srečku komaj 16 let. Anton Podbevšek je predstavljal vzpon avantgarda, natančneje futuristične avantgarde, ki se je močno zgledovala po italijanskem futurizmu, ki po Kosovelovih besedah "ni poznal meje med grdim in lepim". Kljub temu pa je Podbevšek predstavljal, sicer zelo ekstremen, a kakorkoli že revolucionaren princip moderne umetnosti. Le-to se najbolje odrazi prav v prvi številki Treh labodov, ki je prinašal na slovensko območje umetnost "nove dobe", ki je bila dokaz za konec stare dobe in popoln preobrat. Revijo so zasnovali Anton Podbevšek, Marij Kogoj in Josip Vidmar leta 1920.
A tako radikalne umetniške smeri je (za nekaj časa) konec že pri izdaji druge številke treh labodov, ki se usmeri v bolj tradicionalne vode. V tej reviji lahko zasledimo tudi Srečkovo objavo treh impresionističnih pesmi, ki jih je "potegnil iz rokava", ko je videl, da objava njegovih futurističnih pesmi, ki so nastale pod vplivom Podbevška ne bo možna.
Pri njegovih futurističnih pesmih, ki so nastajale za objavo v srednješolskem glasilu Lepa Vida, se predvsem opazi njegovo učenje raznih stilov, značilnih za futurizem, npr. učenje optično otipljivega pisanja, mešanja črnila in rdečila itd. Po mnenju Antona Ocvirka se med njegove futuristične pesmi lahko šteje "pesem moja duša, ki je napisana v dolgih verzih z rimo, podobno Podbevškovim objavam v Domu in svetu iz leta 1919" (Vrečko. 38). Ohranila se je tudi pesem Pesem o sanji, ki je izrazito likovno zasnovana.
A eksperimentiranje s futurizmom se pri Kosovelu kmalu končna. Po objavi svojih impresionističnih pesmi v reviji Trije labodi se Srečko pridruži Kogoju in Vidmarju ter prične z ustvarjanjem bolj tradicionalne, impresionistične lirike.

### Kosovel in impresionizem
Kosovelova impresionistična lirika temelji na vračanju lirskega subjekta nazaj v naravno - natančneje na Kras -, ki predstavlja okolje v katerem se posameznik še zmerom lahko prepozna, postane eno z naravo in sebstvom, medtem ko je to v "novi", moderni alienirani družbi postalo nemogoče. Njegov impresionizem lahko torej po eni strani razumemo kot doživljanje zvestobe in intimne ljubezni do okolja, s katerim se pesnik  (oz. bralec) spoji v eno. Vendar se po drugi strani skozi njegovo liriko že kaže, da takšno odmaknjenje od družbe (žal) ni več mogoče in za modernega človeka predstavlja prej utopični ideal kot resnično dejstvo. "Posameznik se je civilizacijsko preveč oddaljil od izvorne narave, zato se v modernih časih samo deloma ali zelo omejeno posreči strnjenost človeka z naturo v eno"
Ob tem pa se moremo zavedati časa, v katerem je živel Kosovel, ki nam pojasni njegovo družbene angažiranosti in s tem tudi marsikatero izmed njegovih pesmi. "Leta 1918 so primorski Slovenci postali proti svoji volji italijanski državljani" (Vrečko, 51), leta 1920 pa se zgodi požig slovenskega narodnega doma (ter mnogih drugih objektov, ki so pripadali Slovencem) v Trstu. Njegova nacionalna zavest in družbena angažiranost se kaže predvsem v pesmih: Brinjevka, Drevo v snegu, Videl sem bore rasti, Bori, Temni Bori itd. V teh pesmih prične pesnik izkazovati mračnost in tesnobnost svojega časa, ki je povezana z nepravičnim zoževanjem geografskega prostora slovenskega naroda ter fašistično represivnostjo, ki je ta čas močno vplivala na vse primorske Slovence.
Rad bi povedal ljudem lepo, dobro besedo, svetlo besedo, kakor je svetlo novembrsko sonce na Krasu. Toda moja beseda je težka in molčeča, grenka kakor je brinova jagoda s Krasa. V njej je trpljenje, za katero ne boste nikoli zvedeli, v njej je bolest, katere ne morete spoznati. Moja bolečina je ponosna in molčeča in bolj nego ljudje jo razumevajo bori na gmajni in brinjevi grmi za skalami.— Srečko Kosovel (Pesmi, 1927)

### Kosovel in ekspresionizem
Z ekspresionizmom se pri Kosovelu prvič srečamo leta 1921, ko v pismu svojemu prijatelju Alfonzu Gspanu piše o izgledu neke razglednice in jo opisuje kot "ekspresionizem kombinatorike". Kljub temu da mnogo ljudi opredeljuje Kosovela kot izrazito ekspresionističnega pesnika, pa je v resnici pesnik z gibanjem kasneje močno obračunal ter se od njega oddaljil, saj je menil, da je ekspresionizem odtujen od človeka in da ne prinaša resnične revolucije (le to je kasneje videl v konstruktivizmu).
Ekspresionizem se je oddaljeval od sveta zunaj njega in se je zapiral "v kozmos" oz. v samega sebe. Hkrati pa je s tem prinašal "dekonstrukcijo" zgolj na ravni jezika in ne na splošni ravni, ki bi koristila vsem nadaljnjim generacijam (prav za to so si prizadevali konstruktivisti).
Močan obračun z ekspresionizmom lahko pri Kosovelu zasledimo, ko o njem piše kot o "ekspresionizmu kretenskih kračic". Vendar sam tega gibanja ni popolnoma zanikal oz. mu odrekal pravice do obstoja, temveč ga je videl le kot "pripravo za nastop moderne umetnosti". Ta naj bi po njegovem prišla "z revolucionarnim konstruktivizmom, ki bo na vojno pogorišče postavljal nove vrednote človeku in človeški družbi".
Vsekakor pa je Kosovel pisal tudi ekspresionistično liriko, v kateri se predrugači odnos med človekom in naravo. Med njegove ekspresionistične pesmi lahko uvrstimo: Prestreljeno srce, Klic, Mrtvi človek, Skrivnostni tečaj, Modri konj, Glas iz ječ, Na veter pomladni, Sodobna mrtvila itd. V njih so močno poudarjeni motivi vlaka, smrti ter problema disociacije subjekta. Njegova osemkitična balada Ekstaza smrti, ki jo Boris Pahor povezuje s pesnikovim intimnim doživljanjem naroda, pa morda že nakazuje na Kosovelov prestop oz. pesniško opredelitev v gibanju konstruktivizma.

### Srečko Kosovel - konstruktivist
Kot smo že povedali, se je Srečko Kosovel opredelil kot konstruktivist, vendar je znotraj njegovega konstruktivizma potrebno ločiti dve obdobji (oz. dva tipa konstruktivistične poezije). Nekatere Kosovelove konstruktivistične pesmi so nastale pod vplivom zenitizma (ime Zenitizem prihaja iz imena avantgardističnega glasila Zenit) in tako rekoč predstavljajo pesmi, ki so v resnici bolj podobne futurističnem igranju z jezikom, kot pa konstruktivizmu, ki so ga poznali v Rusiji (več o tem spodaj). Kosovel zenitistično konstruktivističnim pesmim kasneje pravi "zenitistični štrudelj" oz "kompleksi", saj predstavljajo pesmi, ki prinašajo revolucijo (samo) v jeziku in so zgrajene po nekakšnem principu montaže. Zenitistične pesmi se torej lahko primerjajo s futurističnimi pesmimi, npr. Marinettijevimi.
Vendarle pa se po prihodu Grahorja, Kosovelovega prijatelja, iz Rusije njegovo razumevanje konstruktivizma spremeni. Kosovel, z Grahorjevimi informaciji o dogajanju na ruski umetniški sceni in njihovem konstruktivizmu pridobi novo razumevanje tega gibanja (in umetnosti nasploh), ki je temeljijo ne samo na revoluciji v jeziku, ne samo na destrukciji in zavračanju tradicije, temveč na novem razumevanju sveta in etični revoluciji človeštva. S tem pa prinaša tako kot destrukcijo tudi konstrukcijo ali drugače povedano, tako kot podira tudi zida. O problemih zenitizma Kosovel v svojem dneviku zapiše takole: "Zenitizem greši v tem, da je začel novo družbo graditi z istimi sredstvi, na katerih propada, mehanizem, duševna otopelost, intelektualizem"
Prav zato je v Kosovelovem opusu potrebno ločiti t. i. zenitistične pesmi, ki najbrž res nimajo velikega pomena ter njegove konstruktivne pesmi (več o njih spodaj), ki predstavljajo enega izmed vrhuncev v literarni avantgardi nasploh. Po mnenju strokovnjakov je konstruktivnih konsev v Kosovelovem opusu samo ducat.
Zaradi navedenih razlogov Kosovel uvede nov princip pesmi, ki izhaja iz t. i. konstruktivnega konstruktivizma (v nadaljevanju samo konstruktivizma). Konstruktivizem kot gibanje ni več prazno igranje z jezikom, temveč temelji na tem, da ima vsaka pesem točno določen pomen. Za razumevanje konstruktivizma pa le-to ni dovolj. Konstruktivizem se je zavzemal za novo kulturo, ki bo zlila človeka z okolico oz. v kateri človek več ne bo izkoriščal narave ter se bo zlil z okolico.

Zato Kosovelovi konsi torej predstavljajo novo, moderno umetnost za t. i. novega človeka. Pomembnost njegovih konsov pa ni zgolj v njihovem etičnem sporočilu ter posebnosti v evropskem prostoru, temveč tudi njihovi vsebini in obliki. Kosovel definira konstruktivizem kot ekvivalenco vsebine in oblike ("vsebina ≡ oblika"), kar pomeni, da predstavljata ta dva elementa organski spoj. Pesem postane organski konstrukt, ki se širi v prostor. Kosovel na določenih mestih piše o rasti črk v prostor. (npr. v njegovi pesmi Kalejdoskop) Kons. je torej zasnovan na podoben način kot konstruktivistično slikarstvo, ki se ne več ukvarja z dvodimenzionalnim prostorom na dvodimenzionalni ploskvi, temveč se ukvarja s trodimenzionalnim prostorom na dvodimenzionalni ploskvi. Vsaka kons. ima torej popolnoma določen pomen ter raste v prostor. (Več o tem spodaj) 
Kosovel je nedvomno poznal delo mnogih evropskih in ruskih konstruktivistov ter ostalih avantgardistov od katerih je prevzel mnogo idej ter konceptov ter jih mojstrsko vključil v svoje konse. Če omenimo samo nekaj pomembnih imen in gibanj, ki so nedvomno vplivala na pesnikove konse lahko omenimo delo Vladimirja Tatlina in njegov konceptom spomeniku III. internacionali ter t. i. letalo - letatlin, umetnika Ela Lissitzky-ja, Nauma Gaba, Ilja Erenburga, umetnost ter umetnike Bauhausa (npr. Moholy-Nagy), umetnike nizozemskega gibanja de stijl, suprematizem Kazimirja Maleviča itd.

#### Pojem kons
Kons. pri Kosovelu označuje njegove prostorsko zasnovane pesmi. Sam pomen besede se najbrž navezuje na pojme kot: konstruktivnost, konstruktivizem, konstrukter, a je najbrž potrebno iskati razloge za imenovanje pesmi z okrajšano besedo kons. še kje drugje. Znano za ruski ter evropski konstruktivizem so bila krajšanja imen, kot na primer vešč ali loks v Rusiji ali merz in mont v Evropi.
Najbolj pomembna od teh pa je po vsej verjetnosti prav vešč (pomeni predmet), ki je pomenila ime avantgardistične revije (Vešč, Objet, Gegenstand), katere urednika sta bila El Lisicki ter Ilja Erenburg. Ime vešč pa ne pomeni le "predmeta", temveč označuje konstruktivistično umetniško delo ali kot sta zapisala v reviji: "Naš časopis smo poimenovali Vešč zato, ker umetnost za nas pomeni ustvarjanje novih predmetov" (Vešč 1922/ 1-2, 2)
Kons. kot tak, na zelo podoben način kot Vešč nasprotuje tradicionalnemu pristopu kompozicije in se s tem, ko "ustvarja nove predmete" raje kot za komponiranje odloči za "zidanje" oz. konstruiranje. Pojem kons. pa hkrati tako kot pojem vešč na novo opredeli umetniški izdelek kot "predmet" in ne kot "umetniško delo oz. kunstwerk" . Takšno pojmovanje se seveda močno upira tradicionalnemu razumevanju umetnosti kot kompozicije ter želi uveljaviti novo načelo konstrukcije. In s tem se konstruktivizem tudi ločuje od ostalih avantgardnih gibanj, ki s svojo umetnostjo povzročajo zgolj "destrukcijo" tradicionalnega, medtem ko konstruktivizem želi na novo zgraditi umetnost, ki bo služila novemu človeku.(Ali kot Kosovel pravi človečanstvu)

#### Temeljni pojmi Kosovelove konstruktivistične poezije
Za razumevanje Kosovelovih konsov pa seveda ne moremo mimo njegovih glavnih pojmov, ki tvorijo takšno poezijo, torej konstruktivno (in ne zenitistično) poezijo. (Primeri takšne poezije pri Kosovelu so npr. Kalejdoskop, Sferično zrcalo, Srce v alkoholu, Kons. 5, Kons Ikarus, Predmeti brez duše, Pesem št. X...)
Pojem "gibljiva filozofija" Kosovel opiše kot: "Umetnost nima za ljudi le neposrednega pomena/.../ ampak še posredni pomen. Gibanje je to, ki izhaja iz umetnikove individualnosti v individualnost čitatelja, vzbudi tam zopet gibanje in od tu se giblje v individualnost ne-čitatelja. Kakor vsaka ideja in gibanje, hoče objeti i umetnost vse življenje in se razliva po skritih virih v vse ljudi in vpliva v vse." (Dnevik III, 809) 
"Vsebina ≡ oblika" je eden izmed pojmov, ki ga Kosovel uporablja, ko opisuje cilj konstruktivistične poezije pri kateri oblika in vsebina več nista ločeni druga od druge, temveč skupaj tvorita organsko celoto. S tem ko sta vsebina in oblika v pesmi spojeni, se lahko približa človeku in naravni.
"Črke rastejo v prostor" je zapis, ki ga lahko preberemo v pesmi Kalejdoskop in označujejo prostorsko urejenost konsov. Kosovelovi konsi so tako prostorsko-časovno urejeni in namenjeni ne samo slušnemu, temveč tudi vizualnemu, torej gledanju. "Samo poslušanje za celovito razumevanje teh besedil ne zadostuje. Zaposliti moramo vsaj še eno čutilo: oko" (Šušteršič 1988: 61) Seveda pa se ob tem pesmi hkrati umikajo tradicionalnem, linearnem branju od leve proti desni, temveč nas nekako sili k novem načinu branja. "Kosovel je z uporabo inženirskih skic, geometrijskega materiala, vizualnega poudarjanja in prostorskega prenašanja teže pesmi v spodnji del (Predmet brez duše, Kons. 5, Pesem št. X) zdaj na desno stran pesmi (Srce v alkoholu, Sferično zrcalo) zdaj v njeno sredino v poeziji uveljavljal temeljno, prostorsko zahtevo literarnega konstruktivizma." Tako se v pesem skozi arhitektonski princip konstruktivizma ter njeno ekvivalenco med vsebino in obliko uveljavi in preseže tradicionalno liriko in njeno dojemanje prostora.
Potujitev je element v avantgardni poeziji, ki "pomeni namreč vsakršno odstopanje, ki je posledica spremenjene perspektive opazovanja časa in prostora. Pri tem gre za deformacijo, dislokacijo, kršenje norme itd., ki zadevajo tako tekstovno produkcijo kot tudi recepcijo."(Vrečko 2011: 301) Potujitev se v Kosovelovi poeziji kaže z raznimi vstopi impresionistične lirike v konstruktivno poezijo. (npr. v pesmi Kalejdoskop citira svojo impresionistično liriko) V teh točkah pa naj bi potujitven efekt želi doseči "bralčevo kritično oceno družbenih norm" s tem, ko se sooča z ironizirano obliko tradicionalne pesmi. Hkrati pa potujitev doseže razliko med temporalnim in dinamičnim časom in s tem ustvari simultanost nekih dveh dogodkov. Pri Kosovelu se tako npr. "dogodita brzovlak na viaduktu in rože na oknu, skupaj trčijo disonantne barve in besede, ki so zunaj kavzalnih povezav". Takšna simultanost pa v Kosovelovi poeziji želi ustvariti eno izmed temeljnih zahtev, to, da "črke rastejo v prostor". Hkrati pa se s simultanostjo in gibanjem v poeziji želi ustvariti novo pojmovanje prostora in časa, ki sta prepletena, nerazdružjiva.
Kosovelovi konsi so torej arhitektonsko zgrajene pesmi, kar pa ne pomeni, da nimajo pomena. Prav obratno, pomen mora v konstruktivni pesmi prevladat (Kar seveda ne velja za pesmi iz Kosovelovega zenitističnega obdobja). Kljub temu pa si lahko priznamo, da delujejo na nepoznavalca takšne poezije precej abstraktno in tuje.

### Integrali
Kosovelova zadnja dela pa vendarle niso bili t.i. konsi, temveč socialnorevolucionarna poezija, ki nosi ime integrali. Za razliko od apolitičnih konsov, ti predstavljajo drugačno poezijo, lahko bi rekli popolnoma politično obarvano poezijo, namenjeno delavskemu razredu. Te si je namreč Kosovel zamislil po svojem "obratu na levo" in študiranju leve literature (Marxa, Lenina, Krleže itd.) Integrali se tako razlikujejo od konsov in niso prostorsko zasnovani ter tako namenjeni javnemu branju (kar seveda pri konsih ne bi bilo mogoče) ter predvsem širjenju revolucionarnega duha ter leve ideologije.

### Ustvarjanje za otroke in mlade
Srečko Kosovel, kljub kratkemu življenju potrjuje, da je večina pomembnih slovenskih pisateljev, posebej pesnikov, pisala tudi za otroke. V pesmih za mladino srečamo Kosovela v manj dramatični luči, tu ne prevladuje več motiv smrti, več je sonca, predvsem pa pogledov po drobnih, preprostih stvareh iz vsakdanjega življenja ljudi ali živali, ki so človeku, še posebno otroku blizu. Pred nami je nežen opazovalec narave, ki se rad igra, miruje, njegovo srce se odpira pred nami in v njem je veliko več svetlobe. Je otrok kraške zemlje, njenih borov in brinja. Naslovi nekaterih njegovih otroških pesmi so: Naša bela mačica (Sonček boža tačice), Sultanček na vlaku, Medvedi in medvedki, Vrabček zoblje, Polhi, Deček in sonce, Brinjevka, Škrat Dobrošin, Kje?, Otrok s sončnico, Burja, Prošnja, Dete na travi, Marjetice, Naš prašiček, Močeradek, Polh v jeseni, Večer, Pasja vera, Stoji sredi polja, Vožnja, Na večer, kadar otrok spava, Danuška, Mravljica, Pesem s Krasa, Hišica, ki je pod klancem, Vas za bori, Po nevihti, Odpeljali so kozlička, Polno pest, Starka za vasjo, Mati bere, Mati čaka, Drevesa v dolini, V sivem jutru, Pesem št. 1, Cvetje na oknu.

## Manifest mehanikom
Najbrž je skupna točka vseh avantgardnih gibanj pojem manifesta. V teh manifestih so umetniki navadno označili svoje namene oz. so programsko zastavili cilje gibanja. Tako poznamo npr. Marinettijev futuristični manifest, Dadaistični manifest Alberta Gleizesa ter Metzingerja, Micićev Zenitistični manifest - kategorični imperativ itd. Srečko Kosovel v tem ni bil izjema, saj je v letu 1925 spisal tudi svoj, konstruktivistični manifest, ki je močno uperjen proti dadaizmu ter futurizmu in hkrati izraža načela njegovega umetniškega konstruktivizma.

## Dela (knjižne izdaje)
- Izbrane pesmi (1931) (COBISS)
- Zbrano delo (I-III, 1946, 1964,1977; uredil Anton Ocvirk)
- Izbrane pesmi (1949) (COBISS)
- Zlati čoln (1954) (COBISS)
- Moja pesem (1964) (COBISS)
- Ekstaza smrti (1964) (COBISS)
- Integrali 26 (1967) (COBISS) (uredil Anton Ocvirk)
- Naša bela mačica (1969) (COBISS)
- Sonce ima krono (1974) (COBISS)
- Neznani Srečko Kosovel: neobjavljeno gradivo iz pesnikove zapuščine ter kritične pripombe h Kosovelovemu Zbranemu delu in Integralom     (Alfonz Gspan, 1974)
- Pesmi in konstrukcije (1977, ur. Lino Legiša, Alfonz Gspan)
- Pesmi (1983) (COBISS)
- Pesmi v prozi (1991)
- Deček in sonce (1996) (COBISS)
- Izbrane pesmi (1997; izbor in spremna beseda Matevž Kos)
- Izbrano delo (2002)
- Ikarjev senː dokumenti, rokopisi, pričevanja (2004; ur. Aleš Berger in Ludwig Hartinger) (COBISS)
- Izbrana pisma (2006)
- Izbrana proza (2009)
- Iz zapuščine: pesmi, neobjavljene v Zbranem delu (ZRC, 2009; ur. Marjan Dolgan)
- Pravica: mladi verujejo vate, Pravica (Sanje, 2012)
- Zbrane pesmi (2013; uredila Neža Zajc)
- Mehanikom! (manifest, Sanje, 2014)
- Strel v tišino (poezija, 2015)
- Barž = kons : besede v prostoru (2015; izbral, uredil in spremno besedo napisal Igor Saksida; ilustriral Damijan Stepančič)
- Odprto.02; izbrane pesmi in misli (Društvo Konstruktivist, 2019)
- Vsem naj bom neznan; neobjavljeni del zapuščine (Goga, Novo mesto, 2019; 2 dela; izbor, urejanje in spremna beseda Miklavž Komelj)
- Človek: to je nova beseda (Društvo Konstruktivist, 2020)
- Majhen plašč (izbrane pesmi; uredil Matevž Kos, 2024).

## Poimenovanja
Po Kosovelu se med drugim imenujejo:
- Kosovelova knjižnica Sežana
- Kosovelova pot, pohodniška pot od pesnikove rojstne hiše v Sežani do Tomaja
- Kosovelova ulica v več slovenskih krajih
- nižja srednja šola na Opčinah (Trst)
- Osnovna šola Srečka Kosovela Sežana
- Šolski center Srečka Kosovela Sežana
- Kosovelov dom Sežana - Kulturni center Krasa